# Nissan 100NX
Nissan NX je automobil vyráběný firmou Nissan Motors. Nissan NX byla v podstatě platforma B13 jako Nissan Sentra nebo Nissan Sunny akorát s rozdílem jiných tvarů karosérie. NX bylo volným nástupcem Nissanu Pulsar NX/Nissan EXA, prodávaného od roku 1987 do 1990 a mimo jiné nahradilo i Nissan Sentra hatchback.

## NX1600/NX2000 (Severní Amerika)
NX1600 bylo založeno na standardním motoru 1.6L který využíval Nissan Sentra (kód motoru GA16DE), a NX2000 využívalo motoru 2.0L SE-R model (kód motoru SR20DE). V severní Americe se tento sportovní vůz prodával od roku 1991 do 1993 a jako každý vůz i v současnosti i Nissan NX mel své konkurenty ve své době a těmi hlavně byli Mazda MX-3 a Honda CR-X. Roku 1995 bylo NX nahrazeno modelem 200SX a NX bylo vyráběno ještě pár let, ale už pouze v jiných zemích
NX2000 model měl pár mechanických vylepšení oproti svému SE-R sourozenci. Mělo větší brzdy a více agresivní pneumatiky na širších 6 palcových kolech (195/55VR-14 s 14x6" koly oproti druhému modelu, který měl 185/60HR-14 na 14x5.5”). Brzdy NX2000 jsou běžným upgradem na trhu pro B13 Sentru SE-R. NX2000 taky mělo mezi sedadly opěrku na ruce, větší dvoujádrový a lehce nižší výšku auta oproti SE-R. Nicméně targa střecha (T-top) na NX2000 spolu s mechanickými vylepšeními způsobila ze auto bylo o něco málo těžší než SE-R.
NX2000 se svoji lehkou vahou, tuhou kostrou a diferenciálem omezujícím prokluz, byl považován za jedno z nejlépe ovladatelných aut s náhonem na přední nápravu své doby. V roce 1992 magazín Road & Track zahrnul NX2000 do testu světově nejlépe ovladatelných aut proti takové konkurenci jako například Acura NSX, Porsche 911, Nissan 300ZX, Mazda Miata a Lotus Elan

## 100NX (Evropa)
100NX bylo označení Nissanu NX používané pro evropský trh. Tento model se na trhu objevil ve dvou verzích objemu motoru, a to 1.6L a 2.0L. Od roku 1990 do února roku 1993 se 100NX s obsahem 1.6L vyrábělo s elektronicky řízeným karburátorem. U této verze se však stářím začala projevovat nadměrná spotřeba a proto se od dubna roku 1993 na trh dostala verze s a účinnějším vícebodovým vstřikováním (karburátorová verze měla výkon 90hp a verze se vstřikováním měla 105hp). I v Evropě byla samozřejmě prodávána výkonnější verze s větším obsahem motoru a vícebodovým vstřikováním a to 2.0L s výkonem 143hp. Nissan 100NX byl na evropském trhu převážně ve verzi s T-bar střechou.

## NX Coupe (Japonsko)
Nissan NX byl prodáván v Japonsku na vlastním trhu jako Nissan NX Coupe. Zde pouze některé modely byly vybaveny targou střechou zatímco ostatní NX měly střechu pevnou. Japonské NX Coupe se na trhu objevilo hned v několika motorových verzi. Jednou z těchto variant určené pouze pro japonský trh byl motor 1.5L DOHC s karburátorem (GA15DS) a 1.8L DOHC EFI s přímým vstřikováním (SR18DE) Dále pak bylo vyráběno v rozsáhlejší verzi 1.6 DOHC EFI (GA16DE) a jenom velmi výjimečně 2.0L DOHC EFI (SR20DE). Model NX Coupe bylo k dispozici jak s manuální, tak i automatickou převodovkou.
Modely s motorem 1.5 DOHC byly všechny vybaveny digitálními tachometry, zatímco ostatní modely měly standardní analogové budíky. Všechny japonské modely měly elektrická okýnka, klimatizaci, posilovač řízení, elektricky ovladatelná zpětná zrcátka a centrální zamykáni s automatickým uzamčením dveří při rychlosti 18km/h. Toto auto bylo na Japonskem trhu odlišné, protože nemělo ECO s A/C systémem. Většina japonských aut tuto možnost mela, ale NX Coupe ne.

## Bezpečnost
Roku 2006 byl Nissan NX, z let 1991 až 1996, hodnocen v Used Car Safety Rating (hodnoceni bezpečnosti ojetých aut) v Austrálii. Výsledek byl výrazně podprůměrný, alespoň co se týče bezpečnosti posádky auta při tak zvaném Crash Testu.